# SV-98
L'SV-98 (Snaiperskaya Vintovka mod. 1998) è un fucile di precisione a otturatore girevole-scorrevole progettato da Vladimir Stronskiy e prodotto dalla Ižmaš.

## Utilizzatori
L'SV-98 è usato principalmente dalla Policija e da alcune forze anti-terrorismo russe.